# Neoplatonism
Neoplatonism este denumirea dată fazei finale a tradiției platoniciene, inaugurată de gândirea lui Plotin, durând până în secolul VI d. Hr. când ultimul bastion platonician, Școala din Atena, a fost desființată de împăratul bizantin Iustinian.

## Termenul „neoplatonism”
Termenul de „neoplatonism” nu reprezintă o invenție a neoplatonicilor ci este mult mai târziu, din secolul al XVIII-lea. El a fost aplicat de către istorici pentru a indica existența unei anumite dezvoltări în istoria a ceea ce, tradițional, se numea „platonism” în mod indistinct.
Este prin urmare un termen metodologic sau didactic, un instrument modern de delimitare între platonismul precreștin și cel de după Hristos.
Astăzi termenul este utilizat pentru a desemna, în consecință, acel segment al tradiției „platonice” care s-a dezvoltat în cultura păgână a Greciei elenistice în primele secole după Hristos, o tradiție spirituală esențialmente mistică dar distinctă de creștinism. Reprezentanții acestei tradiții se considerau ei înșiși platonicieni, asumându-și însă o învățătură diferită de ceea ce înțelegem azi prin „platonism” și, mai ales, dezvoltând nucleul filosofiei platoniciene până la atingerea unui grad maxim de originalitate. Multe dintre textele pe care le utilizau, de altfel, crezându-le platoniciene, erau de fapt inautentice. Ei nici nu se fereau, în fapt, să apeleze chiar și la texte epicureice sau aristotelice. Punctul de pornire al acestei tradiții se situează în Egiptul elenizat, la Alexandria, astfel încât și influențele dinspre religiile orientale și-au spus, la rândul lor, cuvântul.
În concluzie, putem spune că neoplatonismul a fost o tradiție care se autoidentifica drept „platonică”, fără a fi însă astfel în mod riguros. El poate fi totuși înțeles dintr-o perspectivă contextuală, ca un ultim efort a intelectualității grecești non-creștine de a se reabilita și de a rezista în fața creștinismului, a cărui ofensivă începe, la un moment dat, să fie simțită ca o amenințare la adresa spiritualității elene.
În al doilea rând, lumea filosofică elenistică eșuase în a prescrie la modul convingător ceea ce Epicureanismul și Stoicismul speraseră: a-i face pe oameni fericiți. Creștinismul părea să aibă un succes crescând, deci intelectualii păgâni de limbă greacă au fost nevoiți să apeleze la platonism, o filosofie respectată de creștini, pentru a-și putea menține un statut demn.

## Tradiția platonică și întemeierea neoplatonismului
După moartea lui Platon, în 347 î.Hr., conducerea Academiei a fost preluată de către nepotul acestuia, Speusip (407-339), apoi, din 339, de către Xenocrates. Aceștia au fost, într-un anumit sens, primii platonicieni. Ceea ce au făcut însă, în numele platonismului, într-un efort de sistematizare, poate sta sub acoperirea unui program mai puțin vizibil în dialogurile lui Platon. Ei au încercat o reducere a Formelor la două principii, Unul și Diada. 
Xenocrates (396-314 î.Hr) va fi cel care va încerca să răspundă unor critici aristotelice, motiv pentru care poate fi considerat ca al doilea întemeietor al platonismului. Învățăturile lui Platon ajung până la neoplatonicieni mai ales în forma lăsată de el. Printre altele, Xenocrate va redefini noțiunea de Idee, pentru a evita celebra dificultate a „firului de păr” din dialogul Parmenide: Ideile sunt, în noua lui definiție, „cauze paradigmatice ale fenomenelor naturale firești”. 
Succesorul lui Xenocrate a fost Polemon (350-267 î. Hr), care împinge platonismul spre o sinteză cu influențe stoice. 
Acestora le urmează reprezentanții așa-numitului Platonism Mediu, o perioadă de aproximativ cinci secole, caracterizată de sincretism filosofico-mistic, susținut de doctrine în esență platonice dar cu serioase infuzii stoice, aristotelice, orientale, neopitagoreice. Este vorba de personaje destul de puțin cunoscute ca Arcesilaus, Carneades, Antiochus din Ascalon (130-68 î.Hr, în perioada activității sale Academia fiind deja pustiită, în urma căderii Atenei din anul 88, astfel încât Antiochus, la un moment dat singura autoritate în materie de platonism, predă lecții într-un gimnasium, el încercând să apropie platonismul de aristotelism și de stoicism), Aristus (fratele lui Antiochus, conducătorul școlii până în anul 55 î. Hr), Posidonius din Apameia (135-50 î.Hr.), apoi Theomnestus din Naucratis (activ în anul 44 î. Hr), după moartea căruia centrul filosofiei platonice se mută la Alexandria, unde Heraclit din Tyr era deja activ în calitate de reprezentant al Noii Academii.
În Noua academie din Alexandria activează nume ca Eudorus, cel împreună cu care asistăm la completarea amalgamului de doctrine existent deja în Academia Medie cu infuzii neopitagoreice. Tot aici, filosoful evreu Filon din Alexandria (20 î.Hr. – 45 d.Hr.) propune, la rândul lui, ideea conform căreia platonismul și stoicismul reprezintă cheia înțelegerii Vechiului Testament. Tot din Alexandria provine și Trasyllos, filosoful de curte al împăratului Tiberius, celebrul editor al textelor platoniciene, cel care propune și împărțirea corpus-ului platonician în nouă tetralogii (clasificare păstrată până azi). Asistăm apoi la reînființarea Academiei în Atena, de către un anume Ammonius, după anul 50 d.Hr., unde se instruiește Plutarh din Cheronea (45-125 d.Hr.), o figură respectată de către platonicienii secolelor următoare care se vor raporta la el într-un mod paradigmatic.
Secolul al doilea după Hristos cunoaște trei tendințe majore ale tradiției platoniciene: Școala ateniană (reprezentanți: Nicostratus, Calvenus Taurus, Atticus, Harpocration din Argos, Severus), Școala lui Gaius (Gaius, inițiatorul, apoi Albinus, Apuleius din Madaura, Galenus) și Neopitagoreicii (Moderatus din Gades, Nicomachus din Gerasa, Numenius din Apameia, Cronius, Ammonius Saccas). Numenius din Apamea, alături de Ammonius Saccas, vor avea o influență directă asupra lui Plotin. 
Întemeietorul de drept al neoplatonismului este însă considerat Ammonius Saccas din Alexandria. Nu a lăsat texte, motiv pentru care este dificilă orice aproximare a doctrinei lui. Se spune că s-ar fi născut din părinți creștini și s-ar fi întors la păgânism. Nu făcea parte dintr-o „școală” în sensul tradițional al cuvântului, fiind mai degrabă un exponent al unor cercuri oculte. Plotin a fost atras imediat de personalitatea sa. Porfir ne spune că, după ce, ascultând lecțiile filosofilor care se bucurau pe atunci de cea mai mare faimă în Alexandria, Plotin s-a întors de la ei „atât de abătut și plin de întristare, încât și-a vărsat necazul către un prieten. Prietenul, ghicind parcă ce-i poftea inima, l-a dus a Ammonius. (...) După ce a mers și l-a ascultat, Plotin i-a zis prietenului său: «Pe acesta îl căutam» De atunci nu s-a mai dezlipit de Ammonius și atât de mare practică într-ale filosofiei a dobândit, că năzuia, de acum, să se apuce și de cea cu care se îndeletniceau perșii, ba chiar și de aceea aflată în plină înflorire la indieni” .

## Alți reprezentanți ai Neoplatonismului

#### Porfir
Porfir a trăit între anii 233 și 303. După studii la Atena, vizitează Roma unde intră în cercul lui Plotin și devine un discipol devotat, chiar preferat de către Plotin, știindu-se că depășea în luciditate și stil pe toți ceilalți elevi. El avea să fie și editorul Enneadelor și autorul unei biografii a lui Plotin („Viața lui Plotin”), în care accentuează calitățile spirituale ale maestrului său, comparabile cu cele ale lui Pitagora. 
A mai scris tratatul denumit Împotriva creștinilor, din care nu s-au păstrat decât fragmente scurte, un text de interpretări alegorice ale miturilor vechi (De Antro Nympharum), o carte de sentințe (Aphormai), de fapt o expunere a filosofiei lui Plotin. 
Cea mai cunoscută lucrare a sa este Isagoga, o introducere la Categoriile lui Aristotel, celebrul text în care formulează succesiunea de trei întrebări ce avea să deschidă, în Evul Mediu, problema universaliilor. În traducerea lui Boethius, această lucrare va fi utilizată mult la începutul Evului Mediu, contribuind decisiv la apariția Scolasticii.

#### Iamblichos
Iamblichos s-a născut în Siria, devenind elevul lui Porfir în Italia. Se spune că era mai puțin talentat decât maestrul său în arta expunerii, dar îl depășea în forța comprehensivă. A modificat profund doctrina metafizică neoplatonică. Lucrările sale poartă titlul generic de „Compendiu al doctrinelor pitagoreice”. El accentuează și mai mult decât Porfir caracterul magic și teurgic al doctrinei salvării, încercând de asemenea să aducă completări în teoria emanației.

#### Proclus
Proclus a fost cel mai sistematic dintre neoplatonicieni, supranumit „scolasticul neoplatonismului”. El a trăit în secolul al cincilea, într-o perioadă în care sediul platonicienilor funcționa din nou la Atena, în școala reînființată de către Plutarh cel Mare. Născut la Constantinopol în 412, Proclus a studiat logica aristotelică la Alexandria, iar în anul 430 devine elevul favorit al lui Plutarh. Moare la Atena în 485. A scris câteva comentarii la Platon, o colecție de imnuri către zei, mai multe lucrări de matematică și filosofie. Cele mai importante sunt Elementele de teologie („Stoicheiosis theologike”), Teologia platonică, apoi tratatele scurte (păstrate numai în traducerea latină de secol XIII) Despre soartă, Despre rău, Despre providență.
Proclus încearcă să sistematizeze neoplatonismul cu ajutorul logicii aristotelice, insistând asupra celor trei momente ale procesiunii divine, pe care le considera ierarhizate: originarul sau principiul (mone), emergența din originar (proodos) și întoarcerea la principiu (epistrophe). Emanația constituie o înlănțuire pornind de la Unul și ajungând la antiteza Unului, adică materia. Din primul moment al emanației rezultă henadele, adică zeii supremi care răspund de providența lucrurilor mundane. Din henade provine triada compusă din inteligibil, intelectul inteligibil și intelect, corespunzătoare ființei, vieții și gândirii. Fiecare din aceste elemente ale triadei este la rândul său capul de serie al unei hebdomade, adică grupuri de câte șapte divinități aparținând lumii vechi. Din acestea provin puterile sau sufletele, cele care acționează în natură în mod nemijlocit. Materia, antiteza Unului, este inertă și nu poate fi cauză a nimic decât a imperfecțiunii, răului și erorii. Nașterea unei ființe umane înseamnă coborârea sufletului în materie; sufletul poate accede din nou și apoi coborî într-o altă naștere. Ascensiunea sufletului are loc numai prin asceză, contemplație și invocarea puterilor superioare cu ajutorul magiei, divinației, oracolelor etc.
Proclus a fost ultimul reprezentant important al neoplatonismului. Discipolul său, Marinus, la rândul lui profesor al lui Damascius, reprezenta școala tocmai în momentul în care împăratul Iustinian a desființat-o (anul 529). Damascius s-a exilat în Persia împreună cu Simplicius, alt cunoscut comentator neoplatonic. A mai existat o ultimă încercare, pe la mijlocul secolului al VI-lea, a lui Ioan Philopon și Olimpiodorus, de a restabili la Alexandria o școală platoniciană. Ulterior ei s-au încreștinat și cu aceasta tradiția platonică se încheie.
În calitate de curent sincretic, neoplatonismul nu este o perioadă a marilor sisteme personale decât în măsura în care interpretările la Platon și Aristotel au putut genera așa ceva, ca în cazul lui Plotin. Înainte de toate se studiază textele platonice și aristotelice, se elaborează comentarii și exegeze. Cea mai importantă preocupare a filosofilor este aceea de a reconstitui o tradiție de la care să se poată revendica, simțindu-se culturalmente atacați de creștinism dar și de violența invaziei de barbarism a popoarelor care zdrențuiau deja granițele fizice ale imperiului.

## Influența neoplatonismului
O parte din reprezentanții școlii emigrează în Siria, ducând cu ei texte de Platon și Aristotel, pe care le-au tradus în siriacă fiind apoi preluate de arabi. Aceștia, pe la mijlocul secolului al XII-lea, le reintroduc în lumea creștină occidentală, de data aceasta dinspre Spania Maură. Arabii au adus traduceri însoțite de comentarii, texte scrise sub influența lui Proclus, unele atribuite temporar lui Aristotel. Liber de causis („Cartea despre cauze”) este un exemplu semnificativ în acest sens, textul respectiv fiind temporar considerat aristotelic chiar de către Toma din Aquino.
Se poate afirma că neoplatonismul este școala cea mai influentă asupra gândirii patristice și medievale. Evul mediu va avea acces la puține texte platoniciene și aristotelice, la o cantitate precară și nesistematică de comentarii și traduceri. O mare parte dintre acestea proveneau sau au purtat influențe dinspre gânditorii neoplatonici.